# 디지털키즈
디지털키즈(Digital Kids)는 디지털기기의 사용에 능숙한 10대를 이르는 말로, 어릴 때부터 디지털 (인터넷, 컴퓨터게임, 휴대전화 등)을 자주 접한 세대를 일컫는다.
첨단 기술에 대한 거부감이 없고, 인터넷의 가상공간에서의 자기노출에 대한 두려움도 없기 때문에 새로운 방식으로 관계를 형성한다. 인터넷 검색이라는 방식을 사용해 쉽게 지식을 습득하고 새로운 지식을 빠르게 습득한다. 정보통신분야에 지식이 많기 때문에 디지털기기 구매 시 주결정권자 역할을 하게 되어 디지털 제품 생산에 있어서도 영향을 미친다.